# ديلوس دريك
ديلوس دريك (بالإنجليزية: Delos Drake)‏ هو لاعب كرة قاعدة أمريكي، ولد في 3 ديسمبر 1886 في جيرارد في الولايات المتحدة، وتوفي في 3 أكتوبر 1965 في فندلي في الولايات المتحدة.

## روابط خارجية
- ديلوس دريك على موقع دوري كرة القاعدة الرئيسي (الإنجليزية)